# Liste des députés européens de Belgique de la 3e législature

La Belgique dispose de 24 sièges au parlement européen pour la législature 1989-1994. Cet article classe les parlementaires européens de la Belgique selon leur groupe politique au PE.
| Nom                                                                         | Parti                               | Groupe    | Collège              |
| --------------------------------------------------------------------------- | ----------------------------------- | --------- | -------------------- |
| Anne André-Léonard (remplace François-Xavier de Donnea le 17 décembre 1991) | Parti réformateur libéral           | LDR       | Communauté française |
| Raphaël Chanterie (nl)                                                      | Christen-Democratisch en Vlaams     | PPE       | Communauté flamande  |
| Willy De Clercq                                                             | Partij voor Vrijheid en Vooruitgang | LDR       | Communauté flamande  |
| Karel De Gucht                                                              | Partij voor Vrijheid en Vooruitgang | LDR       | Communauté flamande  |
| Jean Defraigne                                                              | Parti réformateur libéral           | LDR       | Communauté française |
| Claude Delcroix (remplace Elio Di Rupo le 17 décembre 1991)                 | Parti socialiste                    | PSE       | Communauté française |
| Gérard Deprez                                                               | Parti social-chrétien               | PPE       | Communauté française |
| Claude Desama                                                               | Parti socialiste                    | PSE       | Communauté française |
| Karel Dillen                                                                | Vlaams Blok                         | GTDE      | Communauté flamande  |
| Raymonde Dury                                                               | Parti socialiste                    | PSE       | Communauté française |
| Brigitte Ernst de la Graete                                                 | Ecolo                               | Les Verts | Communauté française |
| Marc Galle                                                                  | Socialistische Partij               | PSE       | Communauté flamande  |
| Ernest Glinne                                                               | Parti socialiste                    | PSE       | Communauté française |
| José Happart                                                                | Parti socialiste                    | PSE       | Communauté française |
| Fernand Herman                                                              | Parti social-chrétien               | PPE       | Communauté française |
| An Hermans (nl)                                                             | Parti social-chrétien               | PPE       | Communauté flamande  |
| Paul Lannoye                                                                | Ecolo                               | Les Verts | Communauté française |
| Pol Marck (nl)                                                              | Christen-Democratisch en Vlaams     | PPE       | Communauté flamande  |
| Paul Staes                                                                  | Agalev                              | Les Verts | Communauté flamande  |
| Marianne Thyssen (remplace Karel Pinxten le 17 décembre 1991)               | Parti social-chrétien               | PPE       | Communauté flamande  |
| Leo Tindemans                                                               | Parti social-chrétien               | PPE       | Communauté flamande  |
| Marijke van Hemeldonck                                                      | Socialistische Partij               | PSE       | Communauté flamande  |
| Lode Van Outrive (nl)                                                       | Socialistische Partij               | PSE       | Communauté flamande  |
| Jaak Vandemeulebroucke                                                      | Volksunie                           | ARC       | Communauté flamande  |